# Cryphonectria
Genre
Cryphonectria est un genre de champignons ascomycètes de la famille des Cryphonectriaceae. 
Ce genre comprend plusieurs espèces de champignons parasites phytopathogène, dont la plus connue et la plus étudiée est Cryphonectria parasitica, responsable du chancre de l'écorce des châtaigniers.

## Étymologie
Cryphonectria dérive du grec cryptos, « caché », et nêktos, « qui nage », allusion aux spores microscopiques de ce champignon qui se développent grâce au ruissellement de la rosée ou de la pluie le long des tiges et des troncs qui les entraîne sur toute la plante.

## Liste d'espèces
Selon Catalogue of Life (13 octobre 2015) :
- Cryphonectria abscondita (Sacc.) Sacc. 1905
- Cryphonectria acaciarum Speg. 1909
- Cryphonectria decipiens Gryzenh. & M.J. Wingf. 2009
- Cryphonectria japonica (Tak. Kobay. & Kaz. Itô) Gryzenh. & M.J. Wingf. 2009
- Cryphonectria macrospora (Tak. Kobay.) M.E. Barr 1978
- Cryphonectria moriformis (Starbäck) Sacc. 1905
- Cryphonectria naterciae Bragança, E. Diogo & A.J.L. Phillips 2011
- Cryphonectria nitschkei (G.H. Otth) M.E. Barr 1978
- Cryphonectria parasitica (Murrill) M.E. Barr 1978
- Cryphonectria radicalis (Schwein.) M.E. Barr 1978
- Cryphonectria variicolor (Fuckel) Sacc. 1905

Selon Index Fungorum (13 octobre 2015) :
- Cryphonectria abscondita (Sacc.) Sacc. & D. Sacc. 1905
- Cryphonectria acaciarum Speg. 1909
- Cryphonectria decipiens Gryzenh. & M.J. Wingf. 2009
- Cryphonectria japonica (Tak. Kobay. & Kaz. Itô) Gryzenh. & M.J. Wingf. 2009
- Cryphonectria macrospora (Tak. Kobay. & Kaz. Itô) M.E. Barr 1978
- Cryphonectria moriformis (Starbäck) Sacc. & D. Sacc. 1905
- Cryphonectria naterciae Bragança, E. Diogo & A.J.L. Phillips 2011
- Cryphonectria nitschkei (G.H. Otth) M.E. Barr 1978
- Cryphonectria parasitica (Murrill) M.E. Barr 1978
- Cryphonectria radicalis (Schwein.) M.E. Barr 1978
- Cryphonectria variicolor (Fuckel) Sacc. & D. Sacc. 1905